# アルファショッピングセンター手稲

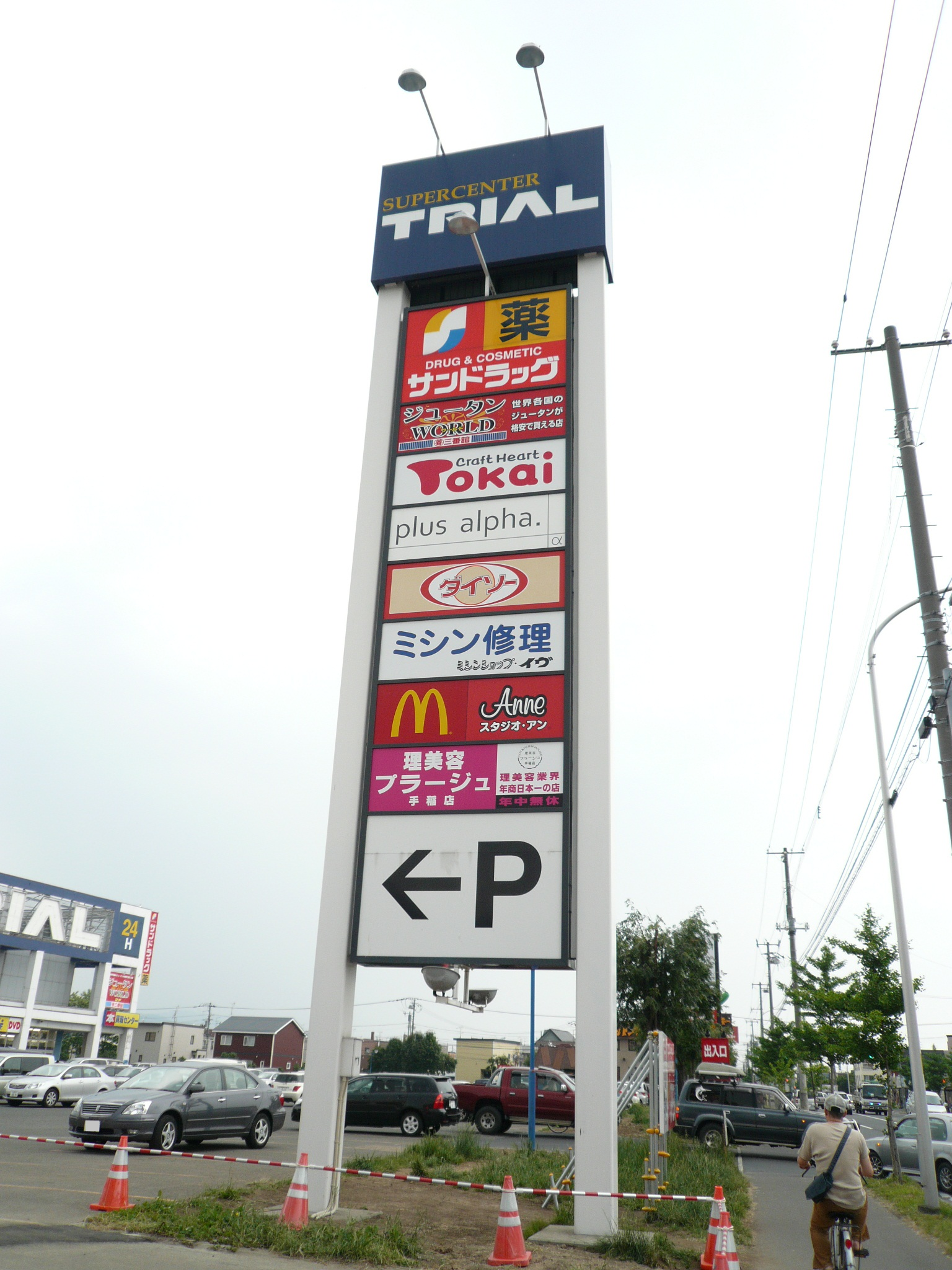
ポールサイン（2011年6月）

アルファショッピングセンター手稲（アルファショッピングセンターていね）は、北海道札幌市手稲区前田にあるショッピングセンターである。

## 沿革
- 1987年（昭和62年）8月 - 株式会社カネイチ（翌年株式会社カウボーイに社名変更）が3号店となる「カウボーイ手稲店」を開店[4]。
- 1996年（平成8年）10月 - 老朽化により店舗を同地に建て替え、総合ショッピングセンターとして開業[4]。
- 2008年（平成20年）
  - 8月29日 - 株式会社カウボーイが株式会社トライアルカンパニーと業務提携[4][5]。
  - 8月31日 - 「トライアル」への屋号変更による改装のため、「カウボーイ手稲店」が閉店[5]。
  - 9月26日 - 札幌市内1号店となる「スーパーセンタートライアル手稲店」が開店[5]。
- 2010年（平成22年）9月 - アルファコート株式会社が土地及び建物を買収し、アルファショッピングセンター手稲となる[1][6]。

## フロア構造
| 階 | フロア概要                                               |
| -- | -------------------------------------------------------- |
| RF | 駐車場                                                   |
| 2F | 専門店街                                                 |
| 1F | スーパーセンタートライアル手稲店、専門店街、フードコート |

※飲食施設など別棟除く

### 主なテナント
- スーパーセンタートライアル手稲店 - 店舗面積:2,370m2[7]

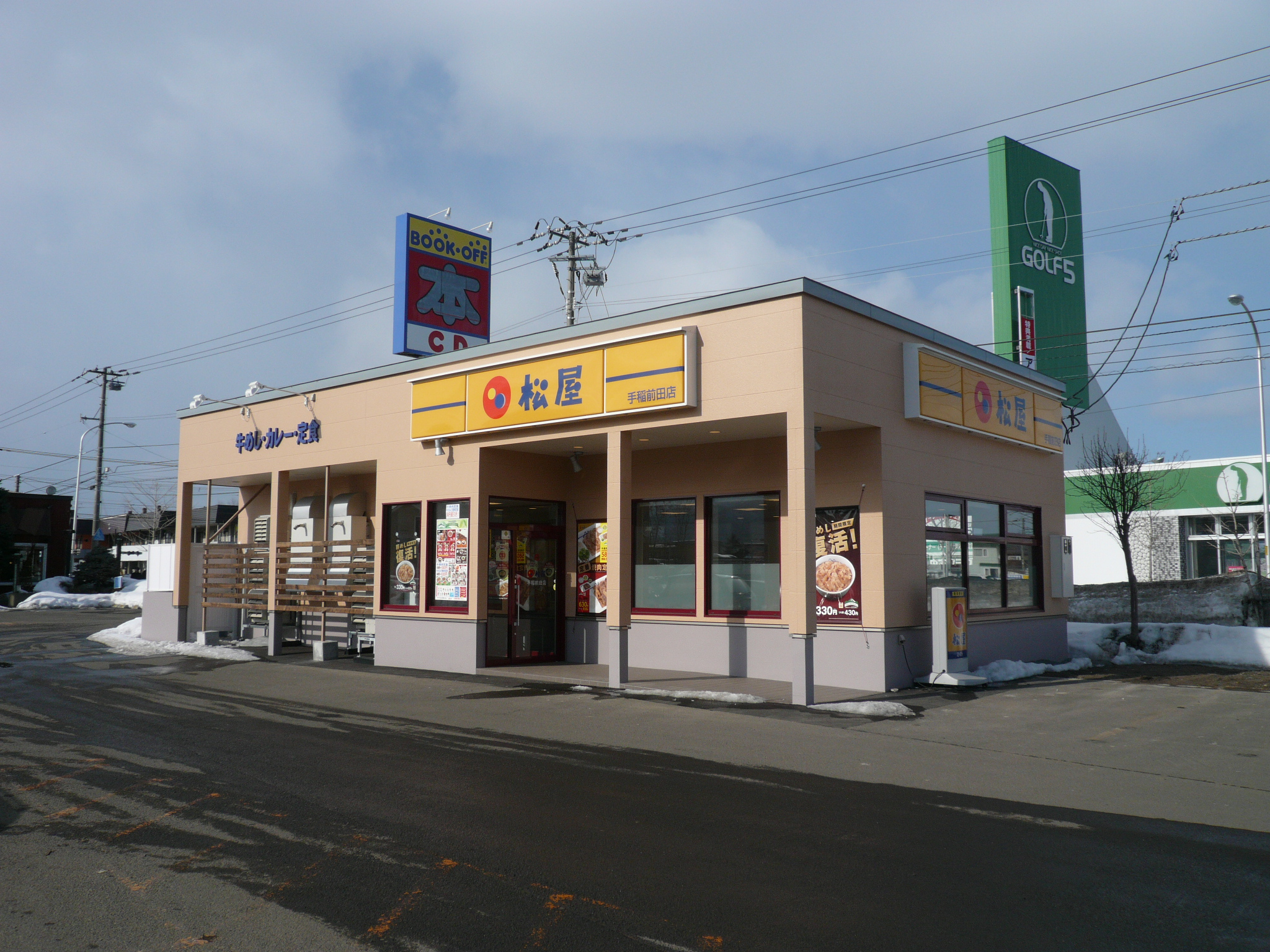
サンドラッグ手稲前田店
- ダイソートライアル手稲店
- ブックオフ札幌前田店
- プラージュ手稲店
- サイゼリヤ札幌トライアル手稲店
- びっくりドンキー手稲前田店
- 松屋手稲前田店
- 魚べい手稲前田店

退店したテナント
- 丸善三番舘札幌手稲店
- キラキラAsobox札幌手稲店

- 松屋手稲前田店

## 周辺
- 下手稲通
- 手稲鉄北ショッピングセンター
- ドン・キホーテ手稲店
- 下手稲公園
- 北海道科学大学・北海道科学大学短期大学部